# 小幸運
〈小幸運〉是一首由台灣女歌手田馥甄演唱的華語流行音樂歌曲，由徐世珍、吳輝福作詞，JerryC作曲，發行於2015年7月10日。該曲為《我的少女時代》電影主題曲，收錄於迷你專輯《我的少女時代電影原聲帶》，並入圍第27屆金曲獎最佳年度歌曲獎及最佳作曲人獎。

## 歌曲背景
〈小幸運〉由徐世珍及吳輝福共同作詞，JerryC 作曲及編曲，歌曲Demo由閻奕格演唱，後交由田馥甄演唱。該曲為 JerryC 翻閲了兩遍電影《我的少女時代》劇本後所創作。
由於電影《我的少女時代》導演陳玉珊認為田馥甄有着橫跨年代的特殊屬性，能夠橫跨五、六年級小學生，與18歲年輕人這兩個世代，故邀請田馥甄演唱〈小幸運〉，此曲為田馥甄繼《LOVE!》之後第二次與電影合作演唱主題曲。

## 迴響
〈小幸運〉單曲於網路發行截至2016年8月20日，YouTube官方MV的點擊次數超過1億人次，此曲並獲得Hit FM聯播網「2015年Hit FM年度百首單曲冠軍」。
該曲於2016年5月13日入圍第27屆金曲獎最佳年度歌曲獎及最佳作曲人獎；並於線上音樂平台KKBOX累計日榜冠軍長達249天，至2017年為止在KKBOX排行榜累積進榜逾70週。
該曲於2015年10月入圍第52屆金馬獎最佳原創電影歌曲獎；並於同年12月31日獲得「2015年度Hit FM百首單曲」第一名。2016年5月13日，入圍第27屆金曲獎年度最佳歌曲獎，JerryC 憑藉該歌曲入圍最佳作曲人獎。
該曲於2025年5月在Spotify突破一億播放量。

## 評價

### 所獲獎項
| 年份 | 獎項                             | 類別                       | 結果 | 來源   |
| ---- | -------------------------------- | -------------------------- | ---- | ------ |
| 2015 | 第27屆金曲獎                     | 最佳年度歌曲獎             | 提名 | [ 11 ] |
| 2015 | 第27屆金曲獎                     | 最佳作曲人獎               | 提名 | [ 11 ] |
| 2015 | 第52屆金馬獎                     | 最佳原創電影歌曲           | 提名 | [ 12 ] |
| 2015 | Hit FM聯播網                     | 2015年度百首單曲           | 冠軍 | [ 13 ] |
| 2016 | Hit FM聯播網                     | Hito電影主題曲             | 獲獎 | [ 14 ] |
| 2016 | 第三十八屆十大中文金曲頒獎音樂會 | 優秀流行國語歌曲獎         | 金   | [ 15 ] |
| 2016 | 2015至HIT中文歌曲排行榜          | 全國推崇十大國語歌曲       | 獲獎 | [ 16 ] |
| 2016 | 2015全球流行音樂金榜             | 年度20大金曲               | 獲獎 | [ 17 ] |
| 2016 | 2015全球流行音樂金榜             | 年度最佳電影主題曲         | 獲獎 | [ 18 ] |
| 2016 | 第十六屆全球華語歌曲排行榜       | 年度二十大金曲             | 獲獎 | [ 19 ] |
| 2016 | 第十一屆KKBOX數位音樂風雲榜      | 年度十大歌曲第一名         |      |        |
| 2016 | 第十一屆KKBOX數位音樂風雲榜      | 2015台灣熱播單曲榜         |      |        |
| 2016 | 第十一屆KKBOX數位音樂風雲榜      | 年度最佳電影原聲帶單曲     |      |        |
| 2016 | ON MUSIC流行音樂榜               | 2015年度最ON金曲（國際組） |      |        |
| 2016 | 第9屆城市至尊音樂榜              | 年度影視金曲               |      |        |
| 2016 | 第一屆MTV全球華語音樂盛典        | 最佳十大金曲               |      |        |
| 2016 | 2016年度亚洲新歌榜               | 年度最佳作曲               |      | [ 20 ] |
| 2016 | 第十屆音樂盛典咪咕匯             | 年度十大金曲               |      | [ 21 ] |

## 榜單表現
| 週榜單（2015年）              | 峰值 | 來源   |
| ----------------------------- | ---- | ------ |
| 香港華語單曲週榜（KKBOX）     | 1    | [ 22 ] |
| 馬來西亞華語單曲週榜（KKBOX） | 1    | [ 23 ] |
| 新加坡華語單曲週榜（KKBOX）   | 1    | [ 24 ] |
| 台灣華語單曲週榜（KKBOX）     | 1    | [ 25 ] |

| 年榜單（2016年）   | 峰值 | 來源   |
| ------------------ | ---- | ------ |
| 新加坡第4屆U選1000 | 1    | [ 26 ] |

| 年榜單（2017年）   | 峰值 | 來源   |
| ------------------ | ---- | ------ |
| 新加坡第5屆U選1000 | 1    | [ 27 ] |

| 年榜單（2018年）   | 峰值 | 來源   |
| ------------------ | ---- | ------ |
| 新加坡第6屆U選1000 | 10   | [ 28 ] |

## 影響
- 在網路上被翻唱成粵語版、英語版、日文版等各種版本。